# Wladimir Michailowitsch Uralski

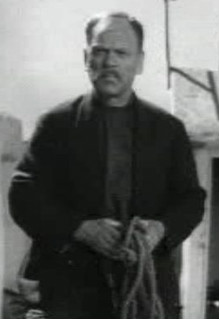
Wladimir Uralski in Die junge Garde (1948)

Wladimir Michailowitsch Uralski (russisch Владимир Михайлович Уральский, eigentlich Владимир Михайлович Попов Wladimir Michailowitsch Popow; * 28. August 1887 in Orenburg; † 13. Mai 1955 in Moskau) war ein russischer bzw. sowjetischer Schauspieler.

## Leben und Leistungen
Uralski trat ab 1909 an Theatern in Orenburg, Nowotscherkassk, Helsinki, Jekaterinburg, Simbirsk, Samara Odessa, Omsk und weiteren Städten auf. 1914 begann er ein Studium an der Schauspielschule des Moskauer Künstlertheaters. Von 1922 bis 1923 agierte Uralski als Darsteller und Regisseur einer Theatergruppe in seiner Geburtsstadt, die der Roten Armee unterstand. Nach längerer Pause setzte er seine Theaterlaufbahn 1933 in Moskau fort.
Im Film trat er erstmals 1915 als Aljoscha Karamasow in Братья Карамазовы (Bratja Karamasowy „Die Brüder Karamasow“) auf. In den Credits wurde der dunkelhaarige Mime damals noch unter seinem Geburtsnamen Popow geführt. 1923 schloss sich Uralski dem Studio Meschrabpom an und spielte dort zunächst in dem Science-Fiction-Film Aelita (1924). Bis auf sein Debüt sowie das Engagement in der sowjetukrainischen Produktion Brot (1930) gab Uralski ausschließlich Nebencharaktere und verkörperte dabei oftmals Arbeiter und Militärangehörige. Er war an diversen Klassikern des sowjetischen Kinos beteiligt.
Uralskis Ehefrau war die Schauspielerin Polina Grigorjewna Dynowskaja (1894–1970), ihr Sohn Wiktor folgte seinen Eltern beruflich. Wladimir Uralskis Grab befindet sich im ersten Abschnitt des Donskoi-Friedhofs.

## Filmografie (Auswahl)
- 1924: Aelita
- 1925: Der Schneider von Torshok (Sakroischtschik is Torschka)
- 1925: Streik (Statschka)
- 1926: Die Mutter (Mat)
- 1927: Zwei Tage (Dwa dnja)
- 1928: Das Haus in der Trubnaja-Straße (Don na Trubnoi)
- 1929: Der lebende Leichnam (Schiwoi trup)
- 1930: Brot (Chleb)
- 1930: Das Fest des heiligen Jürgen (Prasdnik swjatogo Jorgena)
- 1931: Der Weg ins Leben (Putjowka w schisn)
- 1933: Randbezirk (Okraina)
- 1933: Der Deserteur (Desertir)
- 1934: Der Aufstand der Fischer (Wosstanije rybakow)
- 1935: Aerograd
- 1936: Kämpfer (Borzy)
- 1938: Wolga, Wolga
- 1939: Lenin 1918 (Lenin w 1918 godu)
- 1939: Das große Leben (Bolschaja schisn)
- 1941: Seemannstochter (Dotsch morjaka)
- 1944: Iwan der Schreckliche (Iwan Grosny)
- 1946: Glinka
- 1946: Der Schwur (Kljatwa)
- 1947: Kreuzer Warjag (Kreiser „Warjag“)
- 1948: Die junge Garde (Molodaja gwardija)
- 1948: Das Lied von Sibirien (Skasanije o semle Sibirskoi)
- 1948: Es begann im blauen Expreß (Poesd idjot na wostok)
- 1950: Beherrscher der Luft (Schukowski)
- 1950: Kubankosaken (Kubanskije kasaki)
- 1951: Das unvergeßliche Jahr 1919 (Nesabywajemy 1919 god)
- 1951: Die Kumpels von Donbass (Donezkije schachtery)
- 1952: Der Revisor (Rewisor)